# José Lamiel
José Asensio Lamiel (Calanda, 29 de enero de 1924-Alcalá de Henares, 26 de agosto de 2020) fue un pintor y escultor español.

## Biografía
Nace en Calanda en 1924. Inicia sus estudios en la Escuela de Artes Aplicadas y Oficios Artísticos de Zaragoza. Consigue una beca por la Diputación Provincial de Teruel y cursa estudios en la Real Academia de Bellas Artes de San Carlos en Valencia, y luego en la Real Academia de Bellas Artes de San Fernando de Madrid.
En la década de 1960 se trasladará a Colombia, aprovechando un contrato oficial, ejerciendo su actividad en el continente durante seis años. A partir de 1966 llevará a cabo en los Estados Unidos varios trabajos, así como exposiciones. De regreso a España, fijará su residencia en Alcalá de Henares, donde proseguirá desarrollando su trabajo de pintor y escultor. Falleció, en dicha ciudad, el 26 de agosto de 2020.

## Estilo
La escultura de Lamiel, que comienza a desarrollarse a partir de 1941, toma el bronce, la piedra rosa y la piedra de colmenar como materiales más habituales, dentro de una tendencia academicista de buen cuño. 
Más personal, su pintura, que empieza a consolidarse en la década de 1960, muestra un claro gusto por los colores sin contrastes, en composiciones sobrias de un abierto primitivismo, tratando por lo general figuras humanas, solitarias y melancólicas, y sin omitir en ciertas ocasiones una denuncia social no por soterrada menos efectiva.

## Obra expuesta
- Museo de Arte Contemporáneo de Madrid
- Museo del Ayuntamiento de Zaragoza
- Museo de la Diputación de Teruel
- Museo de Arte Contemporáneo del Alto Aragón (Huesca)
- Museo del Dibujo, Sabiñánigo (Huesca)
- Museo de la Real Academia de Bellas Artes de San Fernando (Madrid)
- Museo de Escultura al Aire Libre de Alcalá de Henares (Madrid).

### Principales exposiciones monográficas
- Museo Camón Aznar. Zaragoza - España
- Galería Gavernia. Valencia - España
- Museo Provincial de Teruel. Teruel - España
- Galería Artis. Salamanca - España
- Galería Guadalaviar. Teruel - España
- Galería Firenze. Madrid - España
- Galería Gavar. Madrid - España
- Galería Abula. Madrid - España
- Galería La Kábala. Madrid - España
- Caja de Ahorros. Zaragoza, Rioja y Guadalajara - España
- Galería de la Fundación Antonio Jiménez. Madrid - España
- Ayuntamiento de Calanda. Calanda - España
- Sala de Cultura de la Diputación de Teruel. Teruel - España
- Galería Van Gogh. Vigo - España
- Ayuntamiento de Alcañiz. Alcañiz - España
- Galería Berdusán. Zaragoza - España
- Galería Alfonso. Madrid - España
- Galería Marke. Madrid - España
- Galería Capitel. Alcalá de Henares - España
- Galería Abrahams. Barcelona - España
- Galería Círculo 2. Madrid - España
- Residencia de Artistas. Stuttgart - Alemania
- Biblioteca de la Embajada de España. París - Francia
- Galería El Muro. Caracas - Venezuela
- Museo del Alto Aragón. Huesca - España
- Sala Libros. Zaragoza - España
- Universidad del Cauca. Popayán - Colombia
- Ateneo de Cali. Cali - Colombia
- Instituto Colombo Americano de Bogotá. Bogotá - Colombia
- Sala de Amigos del Arte de la Biblioteca Nacional. Madrid - España

## Premios y condecoraciones
- Premio Cervantes de Pintura (1961)
- Premio Bolivia en la I Bienal Hispanoamericana de Madrid (1966)
- Diploma en la III Exposición Internacional de Marignac, Francia (1971)
- Diploma en la Exposición Internacional Gran Premio de la Ciudad Eterna, Palacio de Exposiciones de Roma (1972)
- Diploma de la XXIII Exposición Internacional de Deauville, Francia (1972)
- I Gran Premio Internacional de Cannes y Medalla de Saint Paul de Vence, Francia (1973)
- Medalla de Bronce en el Salón Internacional de Marsella.
- Medalla de Plata en el Salón Internacional de Aix en Provence (Francia).
- Miembro del Salón de los Independientes de París.
- Cruz de San Jorge de la Diputación de Teruel (1989)
- Hijo predilecto de la Villa de Calanda (2017)

## Galería

### Esculturas

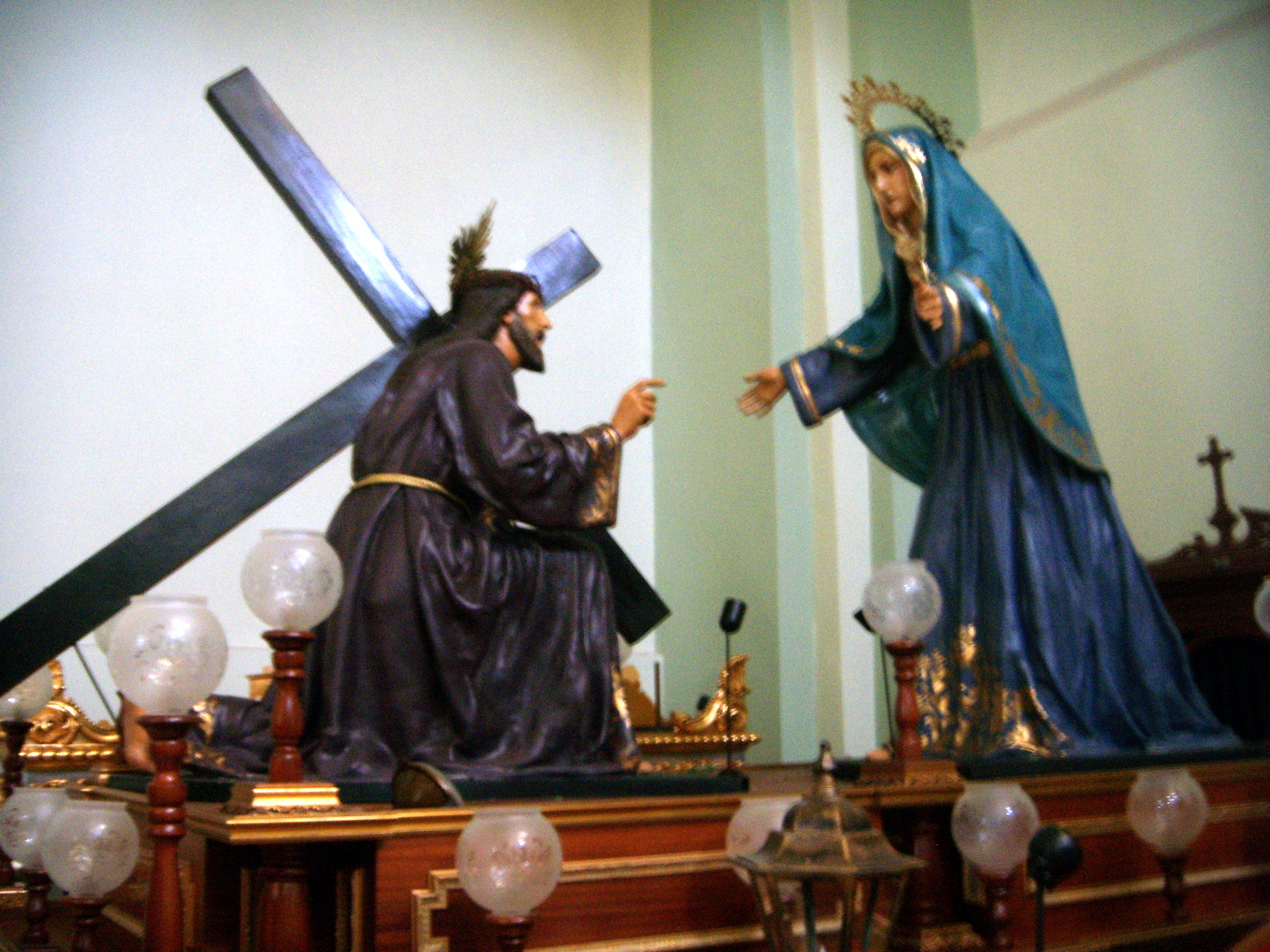
Paso de El Encuentro, cofradía de Calanda.
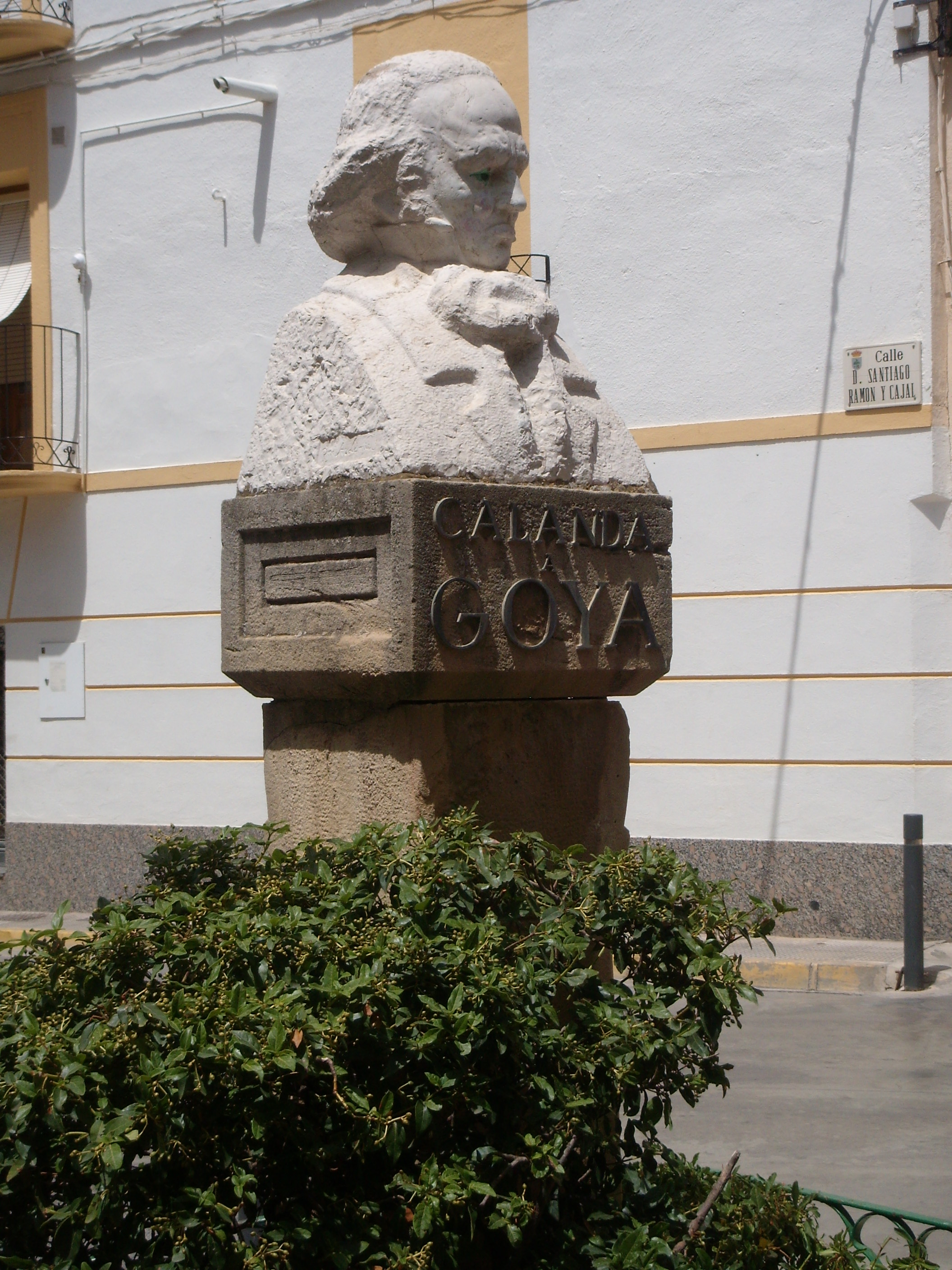
Calanda a Goya, (1950)
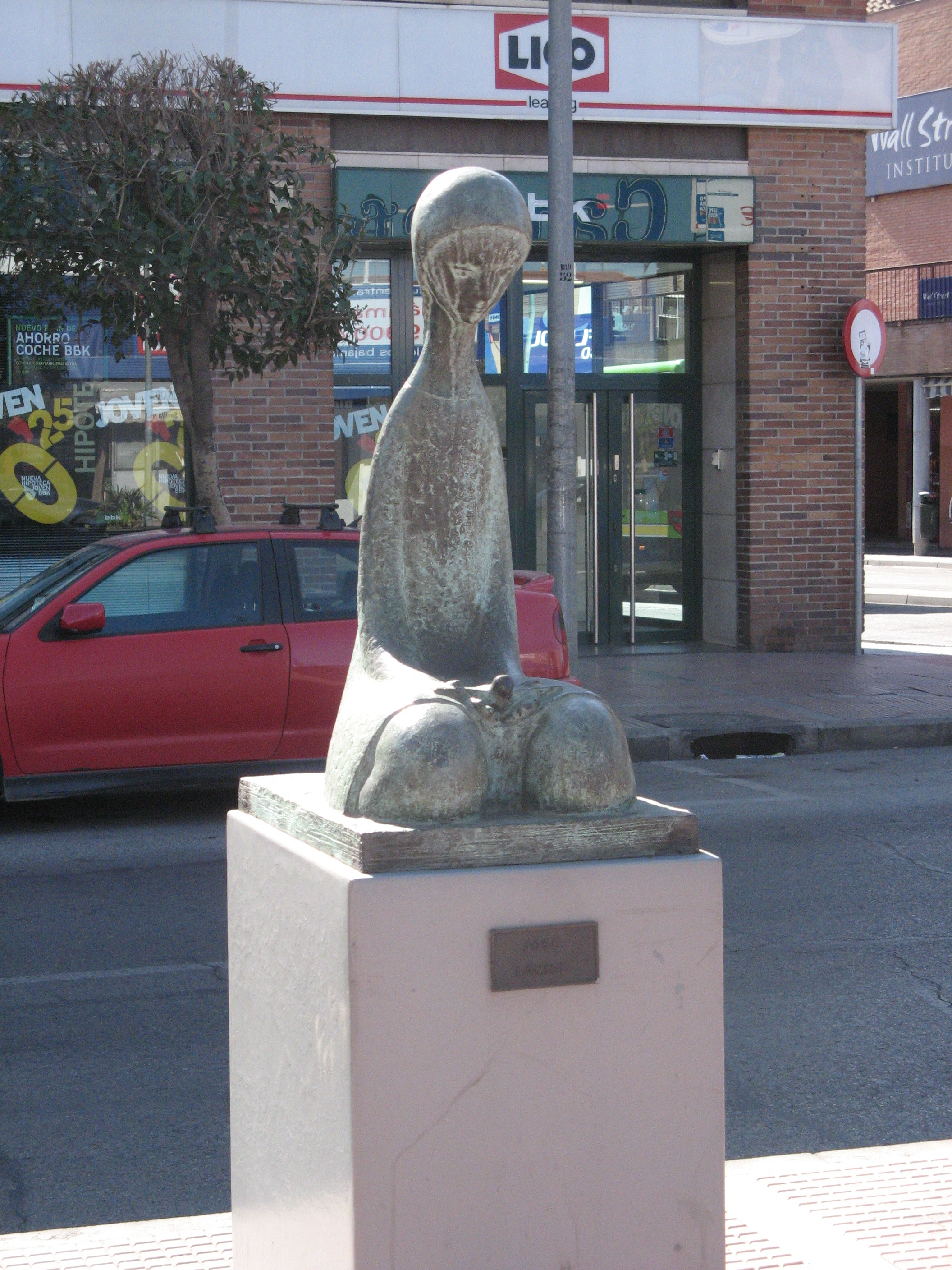
Obra expuesta en el Museo de Escultura al Aire Libre de Alcalá de Henares.
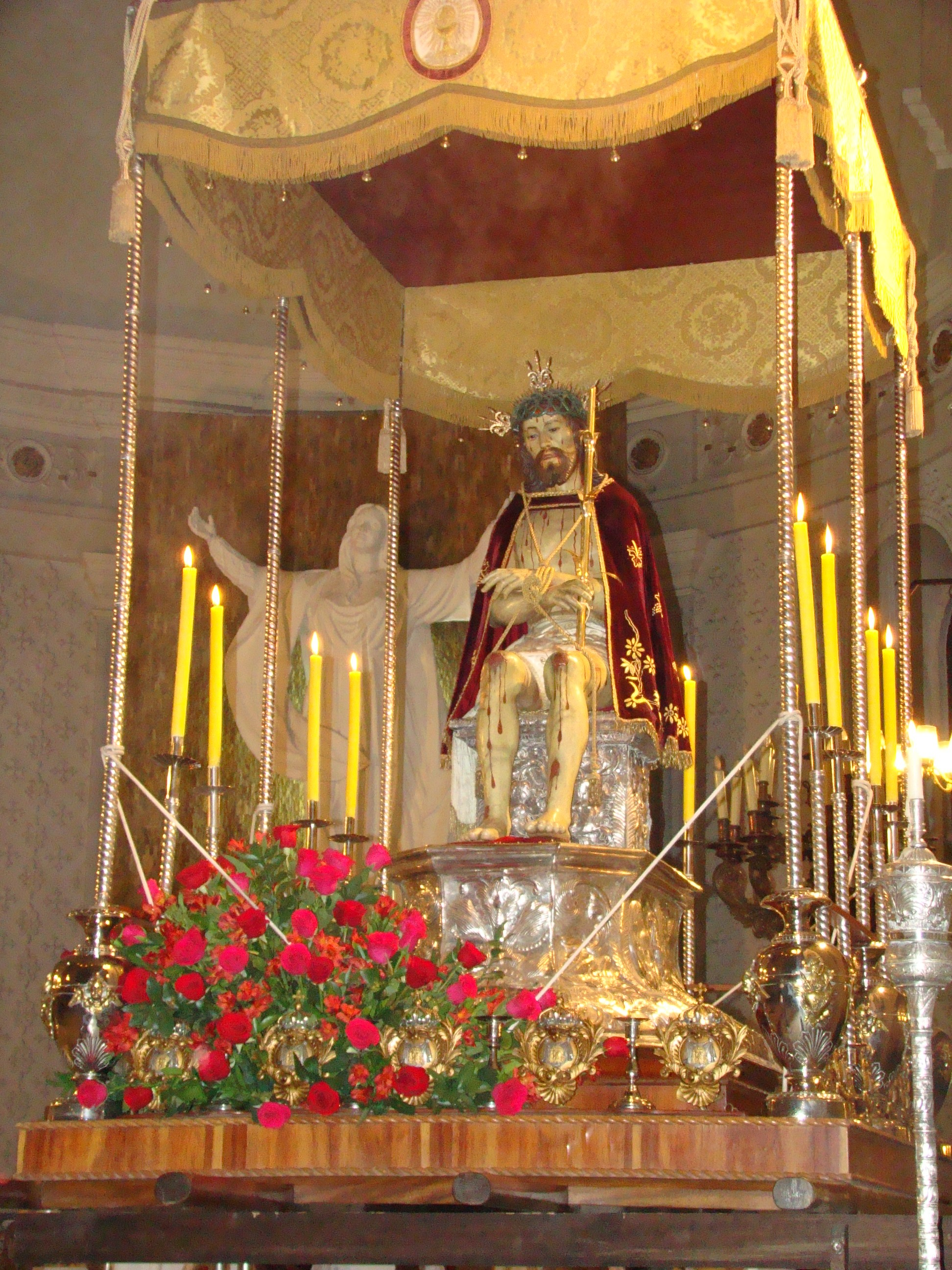
Réplica exacta del Santo Ecce Homo, Popayán, Colombia
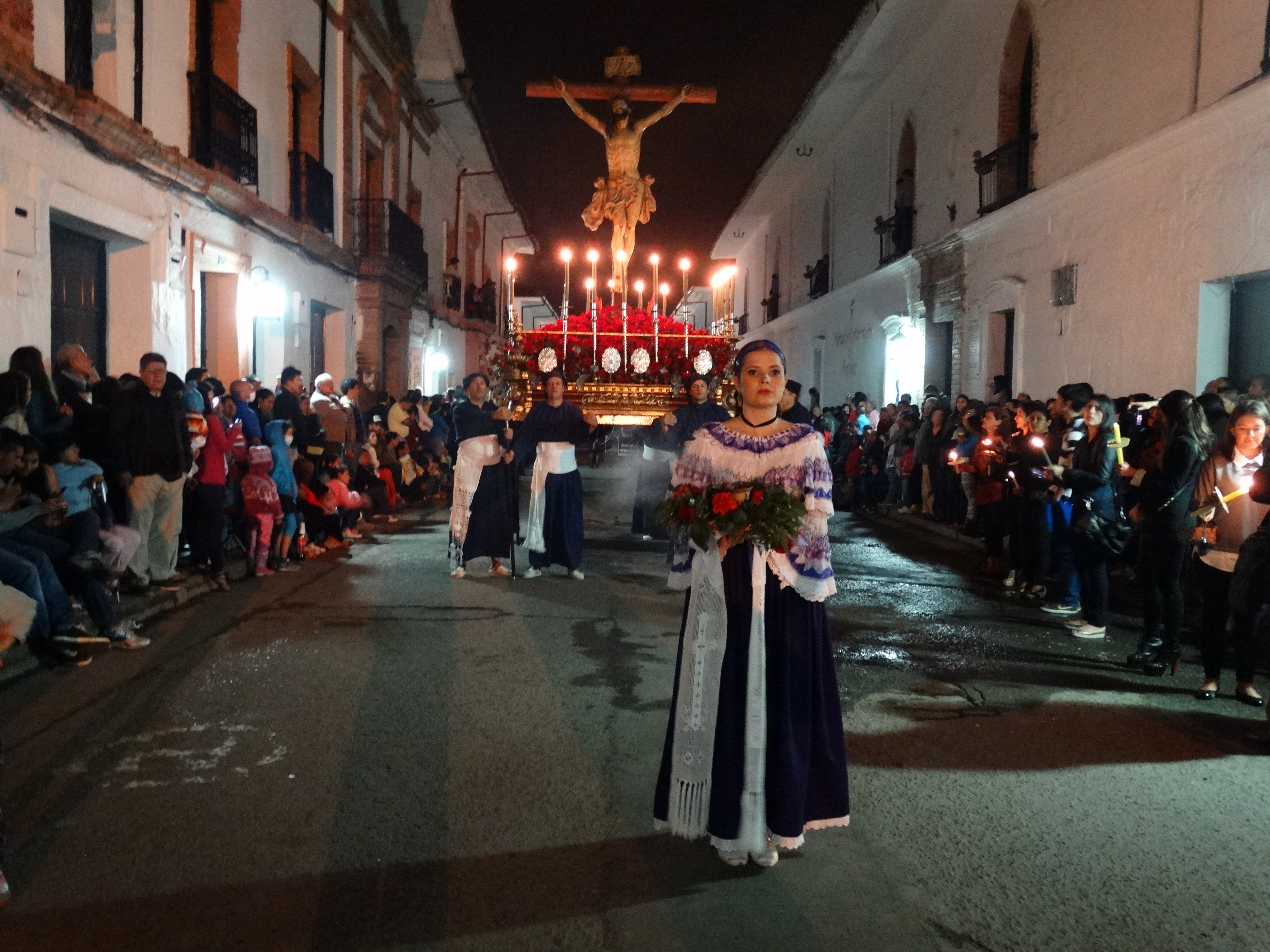
El señor de la Expiración, Semana Santa de Popayán, Colombia

### Pinturas

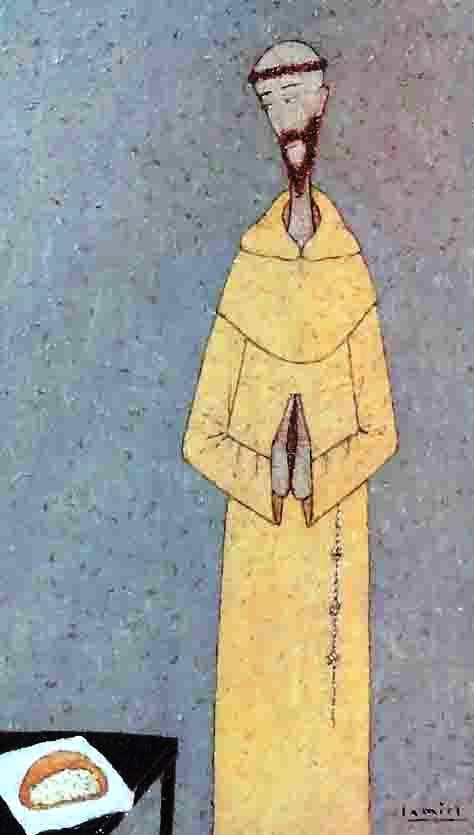
Monje, óleo.
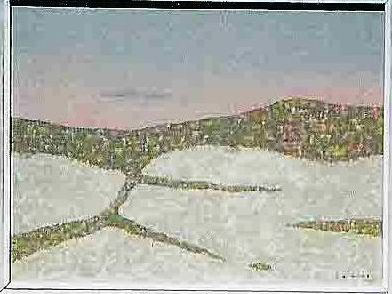
Paisaje del Bajo Aragón, óleo.
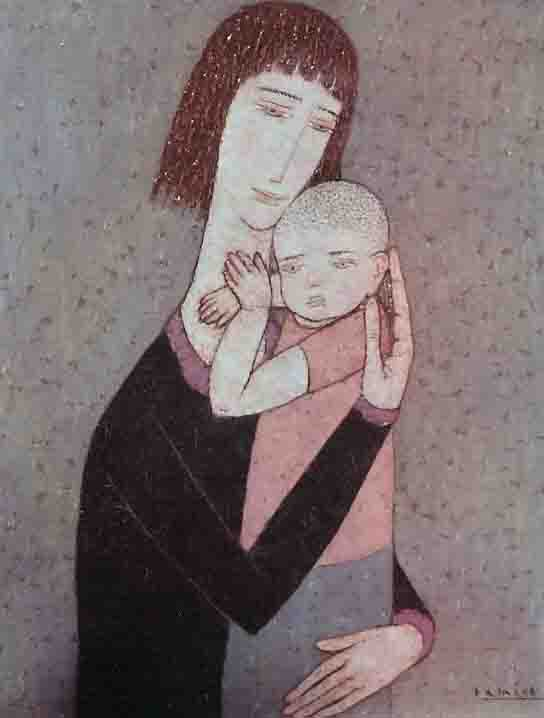
Maternidad, óleo.